# Cheiloporina scopulifera
Cheiloporina scopulifera är en mossdjursart som beskrevs av Harmer 1957. Cheiloporina scopulifera ingår i släktet Cheiloporina och familjen Cheiloporinidae. Inga underarter finns listade i Catalogue of Life.